# HOP CLUB
HOP CLUB（ホップ クラブ）は、日本の女性アイドルグループ。芸能事務所『ホリプロ』の大阪支社に所属するタレントで構成されていた。

## 概要
- 数々の人気タレントを世に送り出し続けている芸能事務所『ホリプロ』が、「関西から全国区のアイドルタレントを輩出しよう」という趣旨で設立したアイドルユニット。HOPとは「HORIPRO OSAKA PARADISE（ホリプロ・大阪・パラダイス）」の略で、かつて存在した同プロ東京本社のアイドルグループ「HiP」の関西版を狙うという意味があったとされる。
  - しかし、「オモシロ好奇心☆どろんぱ!」でのエンドトーク時に当時メンバーの堀朱里が「HORIPRO OSAKA PRODUCE（ホリプロ・大阪・プロデュース）」であると発言しており、滝口ミラも2007年10月23日付の公式ブログにて同様の発言をしている。
- 朝日放送ラジオ（ABC）『HOP CLUBの放課後ダイヤリー』でメインパーソナリティを担当した他、文字通り関西地方を中心に活動を行っていたが、2010年に大幅なメンバーチェンジを行って以降、HOP CLUBの活動自体に陰りが見え始める。最終的に2012年3月末をもってグループ解散及びファンクラブ運営終了となった。

## 来歴
- 2001年に結成。設立当初メンバーの芸名は優香の例と同様に「au by KDDI」の携帯電話サイトにおける一般公募で決定した。
- 2006年1月より2007年9月まで、ラジオ大阪『アイドル大阪環状線』でパーソナリティをつとめる。
- 2009年3月、オリジナル曲「夢見る青春」が、プロ野球球団オリックス・バファローズの応援歌となる。
- 2009年9月、実、前川、安藤輝、久保の4名からなるユニット「Pixy Chicks」を結成。DRAGON GATE公式応援ソング「DREAM BELIEVER」でCDデビュー。
- 2010年4月5日、公式サイトで「2人（実と南）の卒業。ホリプロ大阪のタレント達の活動状況もふまえまして、10周年を契機に、HOP CLUBを新体制にて活動していく運びとなりました。」と発表。これまでの「年齢やキャリア等とは関係なく、ホリプロ大阪所属タレントは全てHOP CLUBメンバー」という形式を改め、主に若年の者から選抜されたメンバー6人で活動していくと発表された。なお（6人の選抜メンバーを除く）それまでHOP CLUBとして活動していたメンバーは、2010年5月16日の新旧メンバーの交代引き継ぎ式で、HOP CLUBを卒業[1]となったが、ホリプロ大阪には引き続き所属し、芸能活動を行っている。
- 2012年3月1日、公式サイトで同年3月末をもってHOP CLUBを解散することを発表。同年3月17日と18日に大阪市・北堀江の「バウヒュッテ」で行われた『HOP CLUB カフェ&トークショー』が最終イベントとなった。

## メンバー
- 滝口ミラ（たきぐち みら）
4期生。2代目リーダー。元アイドリング!!!5号。
- 森田涼花（もりた すずか）
7期生。第31回ホリプロタレントスカウトキャラバン京都地区代表。元アイドリング!!!11号。
- 長島瑞穂（ながしま みずほ）
2009年加入。
- 神定まお（かんじょう まお）
2010年加入。
- おぎのかな（1996年4月1日 - ）
2010年加入。大阪府出身。身長146cm、体重36kg、スリーサイズB76-W56-H78cm。血液型O型。
- 野元愛（のもと まなみ）
2010年加入。第34回ホリプロタレントスカウトキャラバンファイナリスト。アイドリング!!!24号としても活動。

### 過去のメンバー
- 美里香（みりか、1987年3月14日 - ）
1期生、2002年5月卒業。
- 相沢優奈（あいざわ ゆな、1983年12月4日 - ）
1期生、2002年12月卒業。
- 和希沙也（かずき さや）
1期生。2003年よりホリプロ本社に転籍。2011年7月に結婚後、同社を離籍している。その後結婚し、芸名を本名の倉本清子（さやこ）に改めて女優業。
- 岡美里（おか みさと）
3期生。2003年9月卒業。同年10月に所属事務所を移籍し、演歌歌手「丘みどり」として活動中。
- 星野真希（ほしの まき）
4期生。学業優先のため、2006年8月で芸能活動休止。
- 真陽（まよ）
2期生。一時期「加美真陽（かみまよ）」名義でも活動。大学進学を機に、2007年3月で芸能活動休止。
- もりちえみ
7期生。2007年7月までは「森ちえみ」名義で活動。ホリプロ本社に転籍後、2010年9月引退。
- 寺田有希（てらだ ゆき）
6期生。第29回ホリプロタレントスカウトキャラバン大阪地区代表、制コレ'05 グランプリ。ホリプロ本社に転籍。のちフリーとなり女優業。
- 高橋まり（たかはし - ）
レッスン生・2008年加入。大学卒業と同時にホリプロ大阪から離籍。
- 西谷まりん（にしたに - ）
2008年加入。2010年1月「真凛」に改名、ホリプロ本社に転籍し、演劇ユニット「Girl〈s〉ACTRY」などで活動中。
- 実はる那（じつ はるな）
6期生。2010年4月、ホリプロ大阪から離籍、奈良-東京で活動中。
- 南梨央（みなみ りお）
7期生。2010年4月、ホリプロ大阪から離籍。
- 堀あかり（ほり - ）
1期生。2006年5月までは「堀朱里」名義で活動していた。2010年4月引退。
- 番ことみ（ばん - ）
1期生。初代リーダー。ママブロガーで活動中。
- 安藤絵里菜（あんどう えりな）
5期生。タレントとして大阪などで活動中。
- 前川美奈（まえかわ みな）
7期生。ホリプロ大阪で活動中。
- 安藤輝子（あんどう てるこ）
2008年加入[2]。Osaka-Hyogo-Tokyo-USA で活動中。
- 久保陽香（くぼ はるか、1987年1月23日 - ）
2009年加入。兵庫県神戸市出身。2011年4月、ホリプロ大阪を離籍。俳優として舞台等で活動中。

## グループの特徴
- メンバーは多様な活動を行っているが、中でもスポーツキャスター、レースクイーン・イメージガール、サッカースタジアムMC、野球・競馬番組アシスタントなど、スポーツとの関わりが深い。また、番、堀、滝口の夫もともにスポーツ選手である。
- HOP CLUBのサイトには番や堀も名を連ねているが、番や堀は結婚後、HOP CLUB名義のCDやDVDの出演、イベントや撮影会の参加は行っていない[3]。また、活動拠点を東京に移した滝口や森田も、東京での活動を優先しており、特に森田は上京後、大阪でのHOP CLUBのイベント、撮影会等には参加していない[4]。
- 年1回ほどオーディションを開催して新メンバーを募集していたが、森田や西谷などホリプロタレントスカウトキャラバンの有望な候補者を加入させるケースがある。また、スカウトキャラバン落選を経てアイドリング!!!の4期生オーディションに合格した野元の所属先としてタレント契約を結んだ。

## 出演

### テレビ
- 満点!アイ めっちゃ突然金曜日（2001年4月 - 9月、テレビ大阪）
- ガーリースタイル（2002年4月 - 9月、テレビ大阪）
- HOPCLUB 美少女ゴジョー（2003年4月 - 9月、テレビ大阪）[5]
- おはようパイナポー!（2003年10月 - 2004年3月、テレビ大阪）
- LOVE & HOP（2005年4月 - 12月、エンタ!371）
- おしゃべりHOP!CLUB!（2008年4月 - 、関西テレビ）※2010年4月よりの新体制でHOP CLUBから外れたメンバーも引き続き出演する。
- 森田涼花と滝口ミラのホップクLOVE（2010年1月 - 9月、エンタ!371・PigooHD）
- ホップクLOVE2（2010年10月 - 2011年3月、エンタ!371・PigooHD）

### ラジオ
- ラジオマガジン プレイランド・シガ「聴きた～い、教えてHOP CLUB!」（毎月第3週・FM滋賀）
- HOP CLUBの放課後ダイヤリー（2001年4月 - 2004年9月、ABCラジオ）
- アイドル大阪環状線（2006年1月 - 2007年9月、ラジオ大阪）
- HOP CLUBのHOP・STEP・Music（2007年12月 - 2008年3月、ラジオ大阪）

## 作品

### CD
夢見る青春（2009年3月21日）
- 夢見る青春
- precious my friend
- LOVE☆Venus
- 夢見る青春〜オリックス・バファローズ応援ソングver〜

DREAM BELIEVER/girl stuff（2009年9月2日）※Pixy Chicks名義。
- DREAM BELIEVER
- girl stuff
- elegant heart
- ALL FOR ONE,ONE FOR ALL

リ・ボ・ン（2010年5月6日）
- リ・ボ・ン（堀ちえみのカバー）
- 夢見る青春2010（新メンバーによる再録、2009年版とはアレンジが異なる）
- 夢見る青春〜オリックス・バファローズ応援ソングver〜（同上）

### DVD
- 激突! HOP CLUB （2008年2月29日、プラスユー）
- イケイケ GO! GO! HOP CLUB （2010年3月26日、ホリプロ、HOPC-001）[6]